# Erster Kölner Barbershop Chor
Der Erste Kölner Barbershop Chor (EKBC) ist ein Barbershop-Männerchor in Köln. Er wurde 1987 als erster seiner Art in Deutschland gegründet.
Der Chor besteht aus rund 40 Sängern verschiedenen Alters. Das Repertoire umfasst traditionellen Barbershopgesang, Balladen, Popsongs und hauseigene Arrangements. Er tritt auch außerhalb Deutschlands auf, so gab es beispielsweise Gastauftritte in Großbritannien, Belgien, in den Niederlanden und den USA.
Der Chor ist Mitglied bei BinG! e. V., dem deutschen Dachverband deutscher Barbershopchöre und wird beim Chorverband Nordrhein-Westfalen geführt.

## Chor-Wettbewerbe
- 1993 zweiten Platz in der Kategorie „Jazz Vocal et cetera“ beim NRW-Chorwettbewerb
- Teilnahme am Bundeschorwettbewerb des Deutschen Musikrates im Mai 1994 in Fulda
- Titel als bester deutscher Barbershop-Männerchor am 6. Deutschen Barbershop-Wettbewerb 2002 in Bremen, sowie beim Festival 2004 und 2006 in Dortmund
- Teilnahme an der European Barbershop Convention 2005 in Brighton
- Unter den letzten drei Platzierungen beim WDR-Wettbewerb „Bester Chor im Westen“ im Jahr 2016
- Teilnahme am Barbershop Musikfestival 2018 in München (4. Platz unter den deutschen Barbershop-Chören, bester deutscher Barbershop-Männerchor)
- Teilnahme am Festival „Sing & Swing“ 2018 des ChorVerband Nordrhein-Westfalen e.V. (erlangter Titel „Meisterchor 2018“)

## Konzerte
- 2017: Konzert zusammen mit den Harmunichs aus München
- 2018: Chorreise in die Toskana und Konzert zusammen mit dem Gospelchor „Voices of Heaven“ aus Pisa

## Weitere Aktivitäten
Geprobt wird mittwochs im Kulturbunker Köln-Mülheim.
Die letzte Probe vor den Sommerferien wird traditionsgemäß öffentlich in der Kölner Altstadt ausgetragen.